# Puerto Acosta
Puerto Acosta – miasto w Boliwii, w departamencie La Paz, w prowincji Eliodoro Camacho.